# 碱式草酸锆
碱式草酸锆是一种具有微孔三维结构的配位聚合物，化学式为[Zr(OH)2(C2O4)]n。

## 制备及性质
碱式草酸锆的半水合物可由硝酸氧锆和草酸反应制得，它在100 °C脱水，可以得到无水物。
它的水合物脱水后，继续加热，其羟基脱去一分子水，并在250~400 °C草酸根部分分解，得到Zr2O(CO3)(C2O4)。它的最终分解产物为二氧化锆和碳。

## 相关化合物
草酸氧锆（ZrO(C2O4)，CAS号：25124-86-1 ）可以水合物（一水至四水）的形式存在，有文献认为它的水合物热分解会得到无水物，也有文献认为不经无水物直接生成二氧化锆。Medeiros认为它的一水合物的结构为ZrO(OH)(HC2O4)。